# NGC 5511
NGC 5511, auch NGC 5511B genannt, ist eine 14,5 mag helle Galaxie vom Hubble-Typ S? im Sternbild Bärenhüter und etwa 327 Millionen Lichtjahre von der Milchstraße entfernt. Sie bildet zusammen mit dem Nicht-NGC-Objekt PGC 50778 (NGC 5511A, mit der sie auch gelegentlich verwechselt wird) eine gravitationell gebundene Doppelgalaxie.
Das Objekt wurde am 10. Mai 1883 von George Hough entdeckt.